# ماثيو غيلمور
ماثيو غيلمور مواليد 11 سبتمبر 1972 في غنت، هو دراج بلجيكي سابق في صنف سباق الدراجات على المضمار. سبق أن شارك في دورة الألعاب الأولمبية الصيفية.

## الميداليات
| الميدالية | المسابقة                       |
| --------- | ------------------------------ |
| فضية      | الألعاب الأولمبية الصيفية 2000 |

## وصلات خارجية
- الموقع الرسمي

## روابط خارجية
- ماثيو غيلمور على موقع الاتحاد الدولي للدراجات (الإنجليزية)
- ماثيو غيلمور على موقع أرشيف الدراجات (الإنجليزية)
- ماثيو غيلمور على موقع إحصائيات الدراجات الإحترافية (الإنجليزية)
- ماثيو غيلمور على موقع أوليمبيديا (الإنجليزية)